# (35417) 1998 AT4
(35417) 1998 AT4 est un astéroïde de la ceinture principale d'astéroïdes découvert en 1998.

## Description
(35417) 1998 AT4 a été découvert le 6 janvier 1998 à l'observatoire de Kitt Peak, situé dans l'Arizona (États-Unis), par le projet Spacewatch de l’université de l'Arizona.

### Caractéristiques orbitales
L'orbite de cet astéroïde est caractérisée par un demi-grand axe de 2,25 ua, un périhélie de 1,90 ua, une excentricité de 0,16 et une inclinaison de 7,21° par rapport à l'écliptique. Du fait de ces caractéristiques, à savoir un demi-grand axe compris entre 2 et 3,2 ua et un périhélie supérieur à 1,666 ua, il est classé, selon la JPL Small-Body Database, comme objet de la ceinture principale d'astéroïdes.

### Caractéristiques physiques
(35417) 1998 AT4 a une magnitude absolue (H) de 14,5 et un albédo estimé à 0,078.